# Major Key
Major Key (estilizado como Major 🔑) é o nono álbum de estúdio do músico norte-americano DJ Khaled, lançado a 29 de julho de 2016 através das editoras We the Best Music Group e Epic. O disco estreou na primeira posição da tabela musical Billboard 200, dos Estados Unidos, com 95 mil unidades vendidas na semana de estreia.

## Lista de Faixas
| N.º            | Título                                                                                           | Producer(s)                                       | Duração |  |
| 1.             | "I Got the Keys" (featuring Jay-Z and Future)                                                    | Southside DJ Khaled Jake One [a] G Koop [a]       | 3:39    |  |
| 2.             | "For Free" (featuring Drake)                                                                     | Nineteen85 Ullman                                 | 3:03    |  |
| 3.             | "Nas Album Done" (featuring Nas)                                                                 | DJ Khaled 808-Ray Cool & Dre                      | 3:16    |  |
| 4.             | "Holy Key" (featuring Big Sean, Kendrick Lamar and Betty Wright)                                 | DJ Khaled Edsclusive Cool & Dre                   | 4:41    |  |
| 5.             | "Jermaine's Interlude" (featuring J. Cole)                                                       | Hollywood JB                                      | 3:03    |  |
| 6.             | "Ima Be Alright" (featuring Bryson Tiller and Future)                                            | The Beat Bully DJ Khaled                          | 4:06    |  |
| 7.             | "Do You Mind" (featuring Nicki Minaj, Chris Brown, August Alsina, Jeremih, Future and Rick Ross) | DJ Khaled DJ Nasty & LVM [a] Lee on the Beats [a] | 5:25    |  |
| 8.             | "Pick These Hoes Apart" (featuring Kodak Black, Jeezy and French Montana)                        | Ben Billions Dyryk DJ Khaled [a]                  | 4:51    |  |
| 9.             | "F**k Up the Club" (featuring Future, Rick Ross, YG and Yo Gotti)                                | DJ Khaled Qolorsound Cool & Dre                   | 3:51    |  |
| 10.            | "Work for It" (featuring Big Sean, Gucci Mane and 2 Chainz)                                      | Metro Boomin Frank Dukes                          | 4:50    |  |
| 11.            | "Don't Ever Play Yourself" (featuring Jadakiss, Fabolous, Fat Joe, Busta Rhymes and Kent Jones)  | DJ Khaled Qolorsound Cool & Dre                   | 5:31    |  |
| 12.            | "Tourist" (featuring Travis Scott and Lil Wayne)                                                 | Key Wane Travis Scott                             | 4:33    |  |
| 13.            | "Forgive Me Father" (featuring Meghan Trainor, Wiz Khalifa and Wale)                             | TBHits Sayles Foster Trainor DJ Khaled [a]        | 4:06    |  |
| 14.            | "Progress" (performed by Mavado)                                                                 | Mineral Boss Productions                          | 2:58    |  |
| Duração total: | Duração total:                                                                                   | Duração total:                                    | 57:53   |  |

Track notes
- ↑a  significa co-produtor
- "Jermaine's Interlude" contém vocais adicionais deEarthGang e JID

Sample credits
- "For Free" contém interpolações de "F*ck Me For Free", performada por Akinyele; usando letras de "Blow the Whistle", performada por  Too Short;  e letras utilizadas em "For Free? (Interlude)", performada por Kendrick Lamar.
- "Nas Album Done" contém sample de "Fu-Gee-La", performada por Fugees.
- "Holy Key" contém a sample of "So Tired", performada por The Chambers Brothers.
- "Jermaine's Interlude" contém sample de "It's Possible", escrita por Piero Piccioni.
- "Do You Mind" contém samples de "Lovers & Friends", performada por  Lil Jon & the East Side Boyz featuring Usher and Ludacris; e "Money Ain't a Thang", performada por Jermaine Dupri featuring Jay-Z.
- "Work for It" contém  sample de "Pop Style", performada por Drake featuring The Throne.

## Desempenho nas tabelas musicais

### Posições
| Tabela musical (2016)                         | Melhor posição |
| --------------------------------------------- | -------------- |
| Austrália - ARIA Albums Chart                 | 6              |
| Áustria - Ö3 Austria Top 40                   | 30             |
| Bélgica - Ultratop 50 (Flandres)              | 15             |
| Bélgica - Ultratop 50 (Valónia)               | 43             |
| Canadá - Canadian Albums                      | 3              |
| Escócia - Scottish Albums Chart               | 55             |
| Estados Unidos - Billboard 200                | 1              |
| Estados Unidos - Billboard R&B/Hip-Hop Albums | 1              |
| Irlanda - Top 100 Artist Album                | 36             |
| Noruega - VG-lista                            | 32             |
| Nova Zelândia - NZ Top 40 Albums              | 15             |
| Países Baixos - Mega Album Top 100            | 38             |
| Suíça - Schweizer Hitparade                   | 97             |

### Certificações
| País           | Provedor | Certificação |
| -------------- | -------- | ------------ |
| Estados Unidos | RIAA     | Ouro         |